# Talismani per tempi incerti
Talismani per tempi incerti è il primo album dal vivo di Vasco Brondi, pubblicato il 18 dicembre 2020 sulle piattaforme streaming e il 25 gennaio 2021 nel formato di doppio vinile in edizione limitata a 500 copie, dalle etichette discografiche Gibilterra e Cara Catastrofe. L'album contiene materiale registrato durante i concerti tenuti nel corso dell'estate 2020, e alterna canzoni dello stesso cantautore, cover, e poesie di altri autori recitate dallo stesso Brondi.

## Tracce
1. Dopo  (poesia di Erri De Luca) - 1:53
2. Le ragazze stanno bene
3. Magic shop (Franco Battiato)
4. Cronaca montana (Per Grazia Ricevuta)
5. Punk sentimentale
6. Ma adesso io (poesia di Mariangela Gualtieri)
7. Il waltz degli scafisti
8. La strada (poesia di Ko Un)
9. In viaggio (Consorzio Suonatori Indipendenti)
10. Destini generali
11. Noi non ci saremo (con Margherita Vicario) (Francesco Guccini)
12. Qui
13. Smisurata preghiera (Fabrizio De André)
14. Un incontro inatteso (poesia di Wisława Szymborska)
15. Chakra
16. A volte si tocca il punto fermo e impensabile (poesia di Mario Luzi)
17. Mistica
18. Annarella (con Massimo Zamboni) (CCCP - Fedeli alla linea)
19. Bello mondo (poesia di Mariangela Gualtieri)